# Міра (річка)
Міра — річка в Україні, у Кагарлицькому районі Київської області. Права притока Горохуватки (басейн Дніпра).

## Опис
Довжина річки 32 км, похил річки — 1,1 м/км. Площа басейну 238 км².

## Розташування
Бере початок на південному заході від Черняхіва. Спочатку тече на південний захід через Леонівку і у Мирівці повертає на південний схід. Далі тече через Бендюгівку і у Ставах впадає у річку Горохуватку, ліву притоку Росі.
Населені пункти вздовж берегової смуги: Антонівка, Шпендівка.
Річку перетинає автошлях Н01